# ديفيد ريغالادو
ديفيد ريغالادو (بالإسبانية: David Regalado)‏ هو لاعب كرة قدم مكسيكي في مركز الوسط، ولد في 17 يناير 1952 في المكسيك. لعب مع نادي غوادالاخارا.

## وصلات خارجية
- ديفيد ريغالادو على موقع أوليمبيديا (الإنجليزية)